# Бијељина данас
Бијељина Данас је независни интернет портал који се бави темама из бијељинске регије, Републике Српске и Босне и херцеговине. Портал Бијељина Данас је први Интернет портал посвећен Бијељини.

## Историјат
Први портал покренут 1997. године, био је својеврсна онлајн разгледница Бијељине и садржавао је опште податке о Бијељини, историји, образовању, култури, културним манифестацијама и спортским клубовима. 
Најзначајнији дио портала била је секција "покидане везе",  путем које су посјетиоци (посебно из иностранства) покушавали пронаћи информације о својим пријатељима и члановима породице са којима су изгубили контакт током ратних дешавања у БиХ. Исте године, портал је свим својим посјетиоцима нудио бесплатну емаил адресу.
2003. године, почела је са радом нова верзија портала Бијељина Данас, на којој се налазио водич кроз Бијељину са интерактивном мапом улица и локацијама најважнијих објеката и предузећа. Посјетиоци су могли и сами да додају локацију на интерактивну мапу. (Из данашње перспективе, ово и није нека функционалнос осим ако се не узме у обзир чињеница, да у то вријеме на интернету нису постојале "глобалне мапе", као што је нпр. Google Maps који је основан 2005. године)
Од 2004. године портал је доживио неколико трансформација, покретане су разне секције од којих је најпопуларнија била веома посјећени IRC chat. 
Све до 2010. године портал је стагнирао и ријетко је био освјежаван новим информацијама.
2011. године званично је покренута нова верзија портала "Бијељина Данас" која и сада постоји. Исте године портал је издао Android апликацију која је била прва БХ апликација објављена на Google Play, а исте године портал је добио и верзију оптимизовану за мобилне уређаје, као и WAP верзију.